# Arachalur
Arachalur es una ciudad y nagar Panchayat situada en el distrito de Erode en el estado de Tamil Nadu (India). Su población es de 12034 habitantes (2011). Se encuentra a 22 km dee Erode.

## Demografía
Según el censo de 2011 la población de Arachalur era de 12034 habitantes, de los cuales 5941 eran hombres y 6093 eran mujeres. Arachalur tiene una tasa media de alfabetización del 71,70%, inferior a la media estatal del 80,09%: la alfabetización masculina es del 79,66%, y la alfabetización femenina del 63,92%.